# Municipio de Union (condado de Fayette, Iowa)
El municipio de Union (en inglés: Union Township) es un municipio ubicado en el condado de Fayette en el estado estadounidense de Iowa. En el año 2010 tenía una población de 412 habitantes y una densidad poblacional de 4,74 personas por km².

## Geografía
El municipio de Union se encuentra ubicado en las coordenadas 42°56′57″N 91°46′59″O / 42.94917, -91.78306. Según la Oficina del Censo de los Estados Unidos, el municipio tiene una superficie total de 86.99 km², de la cual 86,99 km² corresponden a tierra firme y (0 %) 0 km² es agua.

## Demografía
Según el censo de 2010, había 412 personas residiendo en el municipio de Union. La densidad de población era de 4,74 hab./km². De los 412 habitantes, el municipio de Union estaba compuesto por el 99,03 % blancos, el 0,49 % eran asiáticos y el 0,49 % eran de una mezcla de razas. Del total de la población el 0 % eran hispanos o latinos de cualquier raza.